# Carola di Vasa
Carola di Vasa, nome completo Caroline Friederike Franziska Stephanie Amelie Cäcilie von Holstein-Gottorp, nata principessa di Svezia (Vienna, 5 agosto 1833 – Dresda, 15 dicembre 1907), divenne regina di Sassonia come consorte di Alberto di Sassonia (1828-1902).

## Famiglia d'origine
Carola era figlia del principe Gustavo di Vasa (1799-1877) e di Luisa Amelia di Baden (1811-1854). I suoi nonni paterni erano il re Gustavo IV Adolfo di Svezia (1778-1837) e la regina Federica (1781-1826), nata principessa di Baden. Quelli materni il granduca Carlo II di Baden (1786-1818) e la granduchessa Stefania di Beauharnais (1789-1860).

## Biografia
Carola nacque nel palazzo di Schönbrunn a Vienna. Suo padre Gustavo era stato principe ereditario di Svezia fino al 1809, anno in cui, a seguito di un colpo di Stato, il Parlamento svedese gli negò la possibilità di diventare re. Il principe, in esilio, non volle mai rinunciare ai suoi diritti di successione, per cui la sua unica figlia, Carola, fu sempre presentata come Principessa di Svezia.

Carola possedeva il titolo di Principessa di Vasa, titolo ereditario che suo padre ricevette dall'imperatore Francesco I d'Austria per i meriti militari da lui conseguiti al servizio dell'esercito austriaco. Questo titolo nobiliare era puramente formale, in quanto i Vasa erano estinti, in Svezia, dalla seconda metà del XVII secolo. In realtà Carola apparteneva al casato degli Holstein-Gottorp.
Durante la sua adolescenza Carola venne considerata dai contemporanei come una delle più belle principesse europee. Parlava con scioltezza il tedesco, il francese, l'inglese e anche un poco di svedese. Per lei si prese in considerazione un possibile matrimonio con Napoleone III di Francia, ma in seguito si decise di maritarla con il principe ereditario Alberto di Sassonia, figlio di Giovanni di Sassonia e Amalia Augusta di Baviera, il quale con questo obiettivo visitò Vienna nel gennaio del 1853; la visita si concluse con il fidanzamento ufficiale.

Il matrimonio si celebrò il 18 giugno dello stesso anno. La coppia non ebbe figli.

Carola si era già convertita al cattolicesimo nell'anno precedente.
Nel 1873, alla morte del re Giovanni I, Alberto e Carola salirono al trono del Regno di Sassonia.
Nel 1877, con la morte del principe Gustavo, si pose fine alle rivendicazioni della famiglia sulla corona di Svezia. Già nel 1876 il re Oscar II di Svezia aveva visitato la Sassonia, visita che fu ricambiata dai sovrani nel 1888 con un soggiorno a Stoccolma. La pacificazione definitiva era avvenuta nel 1881 con il matrimonio di Vittoria di Baden (discendente di Gustavo IV di Svezia) con il futuro Gustavo V. 
Carola morì a Dresda nel 1907, cinque anni dopo il marito.

## Ascendenza
|                             |                      |                                                         | Genitori                                       |  |  | Nonni |  |  | Bisnonni              |  |  | Trisnonni                 |  |
|                             |                      |                                                         |                                                |  |  |       |  |  | Gustavo III di Svezia |  |  | Adolfo Federico di Svezia |  |
|                             |                      |                                                         |                                                |  |  |       |  |  | Gustavo III di Svezia |  |  | Adolfo Federico di Svezia |  |
|                             |                      | Luisa Ulrica di Prussia                                 |                                                |  |  |       |  |  | Gustavo III di Svezia |  |  |                           |  |
| Gustavo IV Adolfo di Svezia |                      |                                                         |                                                |  |  |       |  |  | Gustavo III di Svezia |  |  |                           |  |
|                             |                      | Sofia Maddalena di Danimarca                            | Federico V di Danimarca                        |  |  |       |  |  |                       |  |  |                           |  |
|                             |                      | Sofia Maddalena di Danimarca                            | Federico V di Danimarca                        |  |  |       |  |  |                       |  |  |                           |  |
|                             |                      | Sofia Maddalena di Danimarca                            | Luisa di Hannover                              |  |  |       |  |  |                       |  |  |                           |  |
| Gustavo di Vasa             |                      | Sofia Maddalena di Danimarca                            |                                                |  |  |       |  |  |                       |  |  |                           |  |
|                             |                      | Carlo Luigi di Baden                                    | Carlo Federico di Baden                        |  |  |       |  |  |                       |  |  |                           |  |
|                             |                      | Carlo Luigi di Baden                                    | Carlo Federico di Baden                        |  |  |       |  |  |                       |  |  |                           |  |
|                             |                      | Carlo Luigi di Baden                                    | Carolina Luisa d'Assia-Darmstadt               |  |  |       |  |  |                       |  |  |                           |  |
| Federica di Baden           |                      | Carlo Luigi di Baden                                    |                                                |  |  |       |  |  |                       |  |  |                           |  |
|                             |                      | Amalia d'Assia-Darmstadt                                | Luigi IX d'Assia-Darmstadt                     |  |  |       |  |  |                       |  |  |                           |  |
|                             |                      | Amalia d'Assia-Darmstadt                                | Luigi IX d'Assia-Darmstadt                     |  |  |       |  |  |                       |  |  |                           |  |
|                             |                      | Amalia d'Assia-Darmstadt                                | Carolina del Palatinato-Zweibrücken-Birkenfeld |  |  |       |  |  |                       |  |  |                           |  |
| Carola di Vasa              |                      | Amalia d'Assia-Darmstadt                                |                                                |  |  |       |  |  |                       |  |  |                           |  |
|                             | Carlo Luigi di Baden | Carlo Federico di Baden                                 |                                                |  |  |       |  |  |                       |  |  |                           |  |
|                             | Carlo Luigi di Baden | Carlo Federico di Baden                                 |                                                |  |  |       |  |  |                       |  |  |                           |  |
|                             | Carlo Luigi di Baden | Carolina Luisa d'Assia-Darmstadt                        |                                                |  |  |       |  |  |                       |  |  |                           |  |
| Carlo II di Baden           | Carlo Luigi di Baden |                                                         |                                                |  |  |       |  |  |                       |  |  |                           |  |
|                             |                      | Amalia d'Assia-Darmstadt                                | Luigi IX d'Assia-Darmstadt                     |  |  |       |  |  |                       |  |  |                           |  |
|                             |                      | Amalia d'Assia-Darmstadt                                | Luigi IX d'Assia-Darmstadt                     |  |  |       |  |  |                       |  |  |                           |  |
|                             |                      | Amalia d'Assia-Darmstadt                                | Carolina del Palatinato-Zweibrücken-Birkenfeld |  |  |       |  |  |                       |  |  |                           |  |
| Luisa Amelia di Baden       |                      | Amalia d'Assia-Darmstadt                                |                                                |  |  |       |  |  |                       |  |  |                           |  |
|                             |                      | Claude de Beauharnais                                   | Claude de Beauharnais                          |  |  |       |  |  |                       |  |  |                           |  |
|                             |                      | Claude de Beauharnais                                   | Claude de Beauharnais                          |  |  |       |  |  |                       |  |  |                           |  |
|                             |                      | Claude de Beauharnais                                   | Fanny di Beauharnais                           |  |  |       |  |  |                       |  |  |                           |  |
| Stefania di Beauharnais     |                      | Claude de Beauharnais                                   |                                                |  |  |       |  |  |                       |  |  |                           |  |
|                             |                      | Claudine Françoise Adrienne Gabrielle de Lézay-Marnézia | Claude François de Lézay-Marnézia              |  |  |       |  |  |                       |  |  |                           |  |
|                             |                      | Claudine Françoise Adrienne Gabrielle de Lézay-Marnézia | Claude François de Lézay-Marnézia              |  |  |       |  |  |                       |  |  |                           |  |
|                             |                      | Claudine Françoise Adrienne Gabrielle de Lézay-Marnézia | Marie-Claudine de Nettancourt-Vaubécourt       |  |  |       |  |  |                       |  |  |                           |  |
|                             |                      | Claudine Françoise Adrienne Gabrielle de Lézay-Marnézia |                                                |  |  |       |  |  |                       |  |  |                           |  |